# Sena virgo
Sena virgo is een vlinder uit de familie spinners (Lasiocampidae). De wetenschappelijke naam van deze soort is voor het eerst geldig gepubliceerd in 1916 door Oberthür.
De soort komt voor in tropisch Afrika.